# 哈爾哈帕塔山
13°33′25″S 71°10′58″W / 13.55694°S 71.18278°W
哈爾哈帕塔山（Jarjapata），是秘魯的山峰，位於該國東南部庫斯科大區，由基斯皮坎奇省的奧孔加特區負責管轄，屬於韋爾卡努塔山脈的一部分，海拔高度5,100米。